# Плевен (Немачка)
Плевен (њем. Plöwen) општина је у њемачкој савезној држави Мекленбург-Западна Померанија. Једно је од 54 општинска средишта округа Икер-Рандов. Према процјени из 2010. у општини је живјело 304 становника. Посједује регионалну шифру (AGS) 13062045.

## Географски и демографски подаци
Плевен се налази у савезној држави Мекленбург-Западна Померанија у округу Икер-Рандов. Општина се налази на надморској висини од 20 метара. Површина општине износи 15,2 km². У самом мјесту је, према процјени из 2010. године, живјело 304 становника. Просјечна густина становништва износи 20 становника/km².